# 1998 VL9
1998 VL9 är en asteroid i huvudbältet som upptäcktes den 10 november 1998 av LINEAR i Socorro County, New Mexico.